# Manorina
Genre
Manorina est un genre de passereaux de la famille des Meliphagidae. Ses quatre espèces, appelées méliphages, sont originaires d'Australie.

## Taxinomie
D'après la classification de référence (version 5.2, 2015) du Congrès ornithologique international, cette espèce est constituée des sous-espèces suivantes (ordre phylogénique) :
- Manorina melanophrys – Méliphage à sourcils noirs
- Manorina melanocephala – Méliphage bruyant
- Manorina flavigula – Méliphage à cou jaune
- Manorina melanotis – Méliphage à oreillons noirs

Le Méliphage à oreillons noirs était autrefois considéré comme conspécifique du Méliphage à cou jaune.